# Галльский кружок поэтов
Галльский кружок поэтов (нем. Hallescher Dichterkreis) — название нескольких литературных объединений в Галле.

## Галльский кружок поэтов 1733 года
Старейший Галльский кружок поэтов основал в 1733 году студенты-теологи и пиетисты Самуэль Готхольд Ланге и Якоб Иммануэль Пира. Они начинали приверженцами Иоганна Кристофа Готтшеда, но затем пытались противостоять его учению о преобразовании жизни на основе разумных начал, возведя себе в кумиры Джона Мильтона. Их сочинение «Доказательство того, что готтшедовская секта портит вкус» (Erweis, dass die Gottschedianische Sekte den Geschmack verderbe, 1743) перенесло «цюрихский литературный спор» на германскую почву. Галльские поэты противились рифме, которую пытались оттеснить античными литературными размерами и белым стихом в своих переводах Горация. Ланге и Пира вместе выпустили стихотворный сборник «Песни дружбы Тирсиса и Дамона» (Thyrsis’ und Damons freundschaftliche Lieder, 1745). Лирика первого кружка галльских поэтов вдохновила впоследствии Фридриха Готлиба Клопштока на написание белых стихов.

## Галльский кружок поэтов 1739 года
Второй галльский кружок поэтов был основан в 1739 году секретарём соборного капитула и каноником из Гальберштадта Иоганном Вильгельмом Людвигом Глеймом, а также Иоганном Петером Уцем и Иоганном Николаусом Гёцем в противовес старому пиетистскому кружку поэтов в Галле. Поэты-анакреонтики стремились создать немецкую поэзию рококо, обратились к чувственности, отрицая барочный страх перед смертью, и писали о любви, вине, танцах и веселье, воспевая, зачастую в шуточной форме, радости, которые дарует Венера и Вакх. В своих переводах Анакреона и его подражателей Глейм, как и его галльские предшественники-поэты, отказался от рифмы, используя стихотворный размер, близкий к подлиннику (Oden Anakreons in reimlosen Versen, 1746). Галльские поэты вдохновлялись философскими лекциями Александра Готлиба Баумгартена и Георга Фридриха Мейера. К анакреонтикам себя относили также Иоганн Георг Якоби, Иоганн Беньямин Михаэлис, Вильгельм Гейнзе, Гюнтер Гёккинг. Параллельно кружок анакреонтиков возник в Гамбурге вокруг Фридриха фон Хагедорна.